# Гімпецень
Гімпецень, Гімпецені (рум. Ghimpețeni) — село у повіті Олт в Румунії. Входить до складу комуни Гімпецень.
Село розташоване на відстані 106 км на захід від Бухареста, 36 км на південний схід від Слатіни, 76 км на схід від Крайови.

## Населення
За даними перепису населення 2002 року у селі проживали 1195 осіб.
Національний склад населення села:
| Національність | Кількість осіб | Відсоток |
| -------------- | -------------- | -------- |
| румуни         | 1173           | 98,2%    |
| цигани         | 22             | 1,8%     |

Рідною мовою назвали:
| Мова      | Кількість осіб | Відсоток |
| --------- | -------------- | -------- |
| румунська | 1179           | 98,7%    |
| циганська | 16             | 1,3%     |